# Don Alias
Charles "Don" Alias, född 25 december 1939 i New York, död 29 mars 2006 i New York, var en amerikansk slagverkare.
Alias framträdde på hundratals olika inspelningar, och var kanske mest känd för sitt samarbete med Miles Davis och David Sanborn, även om han också framträdde och spelade in med Weather Report, Joni Mitchell, Herbie Hancock, Brecker Brothers, Jaco Pastorius och många andra.
Även om Alias var en kapabel slagverkare, så var han mera känd för sin talang på congas och andra sorters trummor.